# Supercopa gabonesa de futbol
La supercopa gabonesa de futbol (Super Coupe du Gabon) és una competició futbolística de Gabon que enfronta els campions de lliga i copa del país.

## Historial
Font:
- 1994 AS Mangasport (Moanda) venç AS Sogara (Port Gentil) (?)
- 1995 Mbilinga FC (Port Gentil) (?) venç AS Mangasport (Moanda)
- 1996-00 no es disputà
- 2001 AS Mangasport (Moanda) venç FC 105 Libreville (?)
- 2002-05 no es disputà?
- 2006 AS Mangasport (Moanda) 4-1 Téléstars FC (Libreville)
- 2007 FC 105 Libreville 1-0 AS Mangasport (Moanda)
- 2008 AS Mangasport (Moanda) 1-0 USM Libreville
- 2009-12 no es disputà?
- 2013 CF Mounana (Libreville) 1-0 US Bitam